# جيري شاي
جيري شاي (بالإنجليزية: Jerry Shay)‏ هو لاعب كرة قدم أمريكية أمريكي، ولد في 10 يوليو 1944 في غاري في الولايات المتحدة.

## وصلات خارجية
- جيري شاي على موقع مرجع كرة القدم المحترفة.كوم (الإنجليزية)